# Мојтин
Мојтин (слч. Mojtín) насељено је мјесто са административним статусом сеоске општине (слч. obec) у округу Пухов, у Тренчинском крају, Словачка Република.

## Становништво
| Година:    | 1994. | 2004.   | 2014.    | 2024.   |
| ---------- | ----- | ------- | -------- | ------- |
| Број људи: | 623   | 578     | 461      | 426     |
| Разлика:   |       | -7,22 % | -20,24 % | -7,59 % |

| Година:    | 2023. | 2024.   |
| ---------- | ----- | ------- |
| Број људи: | 423   | 426     |
| Разлика:   |       | +0,70 % |

Према подацима о броју становника из 2024. године насеље је имало 426 становника.